# Artcore (género musical)
El Artcore es un género de Música electrónica que combina la Música instrumental con Drum and Bass y Electro. El género se utiliza sobre todo en la música dōjin.

## Características
Las canciones de Artcore utilizan el piano como el instrumento principal, aunque suelen utilizarse otros instrumentos como la guitarra eléctrica.
La mayoría de las canciones del género cuentan con una versión más variada del beat comúnmente utilizado en el Drum and Bass con un bajo más reducido. 
Por lo general, las canciones ponen más énfasis en la melodía de la canción en lugar del beat y el bajo.

## Historia
La primera canción descrita como artcore fue "Narcissus At Oasis" por Ryu*, para el juego de Arcade Beatmania IIDX 10th style en 2004
El género ganó popularidad en la comunidad de música dōjin cuando An (AcuticNotes) empezó a componer en 2009 después de escuchar Felys, por onoken. 
En 2011 contribuyó en álbumes de Diverse System y rápidamente ganó popularidad en la comunidad.

## Artistas notables
- Indira Paganotto
- An (AcuticNotes)
- Feryquitous
- Onoken
- ARForest
- Lunatic sounds
- A_hisa
- 削除/Sakuzyo
- Wa.
- Yusuke Ishiwata (xi)

## Canciones notables
- Xhroria - An
- Freedom Dive - xi
- Happy End Of The World - xi
- TearVid - An
- Dstorv - Feryquitous
- Strahv - Feryquitous
- Arcahv - Feryquitous
- Axion - Sakuzyo
- Neurotoxin - Sakuzyo